# Calliactis androgyna
Calliactis androgyna is een zeeanemonensoort uit de familie Hormathiidae.
Calliactis androgyna is voor het eerst wetenschappelijk beschreven door Riemann-Zurneck in 1975.